# RTL 5
RTL 5 es el segundo canal de la compañía luxemburguesa RTL Group en los Países Bajos. El canal transmite principalmente series y películas norteamericanas, y también algunas producciones locales, incluyendo Jensen! y Holland's Next Top Model, una versión neerlandesa del Reality Show estadounidense America's Next Top Model. RTL 5 recientemente comenzó a transmitirse la versión local de Project Runway (llamado Project Catwalk). RTL 5 emitió por primera vez a través del satélite Astra 1C el 2 de octubre de 1993.

## Historia
RTL 5 comenzó sus emisiones el 2 de octubre de 1993 con el nombre de RTL V, pero en 1994 el nombre cambió a RTL 5 sustituyendo el Número Romano V por el 5. Posteriormente el canal fue temporalmente renombrado a RTL 5 Nieuws & Weer (Noticias y el tiempo) entre los años 1997 y 1998. A partir del año 2001 apareció un nuevo bloque de contenidos llamado RTL Z, que contenía programación orientada a la información financiera, que ocupaba gran parte de la parrilla de RTL 5. A partir del 12 de agosto de 2005, RTL Z pasó a ocupar una franja en el canal RTL 7 y poco después se convirtió en un canal independiente con emisión las 24 horas.
Oficialmente RTL 5 tiene su sede en Luxemburgo junto a los canales RTL 4, RTL 7 y RTL 8, con una licencia de radiodifusión de televisión de Luxemburgo. Esto les permite evitar el control más severo por las autoridades de los medios de comunicación neerlandeses dado que el control de la televisión en Luxemburgo es menos estricto.